# Ansiea
Ansiea – rodzaj pająków z rodziny ukośnikowatych, obejmujący 2 gatunki, występujące w Afryce i Arabii Saudyjskiej.
Pająki te odznaczają się nadzwyczaj szerokim karapaksem. Samce mają odnóża kroczne dwóch pierwszych par z rudobrązowym obrączkowaniem odsiebnych odcinków ud, goleni i nadstopiów. Nogogłaszczki samca mają fałd cymbium zlokalizowany naprzeciwko odsiebnej części częściowo zlanych apofiz retrolateralnej i wewnętrznej goleni. Aparat kopulacyjny samca ponadto cechuje się ukośnie zaokrąglonym i powiększonym szczytem embolusa. Samicę wyróżniają narządy rozrodcze z grubszymi kanałami dochodzącymi bezpośrednio do zbiorników nasiennych oraz bardzo długimi, cienkimi i nieregularnie poskręcanymi kanałami zapłodnieniowymi.
Takson ten wprowadzony został w 2004 roku przez Pekkę T. Lehtinena. Nazwę rodzajową nadano na cześć Anny (Ansie) Dippenaar-Schoeman za jej wkład w badania na afrykańskimi ukośnikowatymi. Należą tu dwa gatunki, z których w obrębie jednego wyróżnia się jeden podgatunek:
- Ansiea buettikeri (Dippenaar-Schoeman, 1989) (Arabia Saudyjska)
- Ansiea tuckeri (Lessert, 1919) (Afryka)
  - Ansiea tuckeri thomensis (Bacelar, 1958) (Wyspy Świętego Tomasza i Książęca)